# Otto er et næsehorn
 For alternative betydninger, se Otto er et næsehorn (flertydig). (Se også artikler, som begynder med Otto er et næsehorn)
Otto er et næsehorn er en børnebog af Ole Lund Kirkegaard fra 1972.
| Bog | Spire Denne artikel om bøger og tidsskrifter er en spire som bør udbygges. Du er velkommen til at hjælpe Wikipedia ved at udvide den. |